# Insigne de lutte contre les partisans
L’insigne de lutte contre les partisans  (en allemand, bandenkampfabzeichen) est une décoration militaire allemande du Troisième Reich, sous les auspices du Reichsführer-SS Heinrich Himmler pour récompenser les soldats de la Waffen-SS et de la Wehrmacht ayant réalisé une mission sur plusieurs jours de lutte contre les partisans.
Les combattants partisans ou de la guérilla ont été actifs dans presque tous les pays que l'Allemagne a envahi pendant la Seconde Guerre mondiale. Alors que beaucoup de ces mouvements ont d'abord été de taille réduite et désorganisé, dans de nombreux cas, ils se regroupaient dans de plus grands et plus puissants groupes de combattants. Dans certains pays, notamment en Russie, en Yougoslavie, en Grèce, en Pologne, en Italie du nord et en Albanie, les partisans sont devenus des mouvements dangereux, nécessitant plus de ressources allemandes afin de leur résister. Himmler a insisté sur la création d'un nouveau prix visant à récompenser ceux qui ont participé à des actions contre les partisans ennemi. Les citations ont été faites en son nom alors que le reste des prix a été fait au nom d'Adolf Hitler.

L'insigne se porte sur la poche gauche de l'uniforme.
En Allemagne, l'insigne a été nommé Bandenkampf-Abzeichen, lorsque Himmler a décidé d'utiliser le terme Banden plutôt que partisans, car il ne voulait pas donner du crédit à la guérilla, Hitler insistant sur le terme de bandits.
Hitler était connu pour dire que l'insigne de combat rapproché est la plus haute décoration qu'un fantassin pourrait obtenir, mais l'insigne de lutte contre les partisans a été plus difficile à obtenir que d'autres récompenses semblables.
Un nombre considérable de membres de la police de la Waffen-SS étaient admissibles à son attribution, étant donné les long séjours qu'il a fallu consacrer à leur type de mission (par exemple, à la fin de février 1944, le SS-Obersturmbannführer Oskar Dirlewanger fait une demande d'attribution de cet insigne pour 200 en bronze, 30 en argent et 20 en or pour les 600 soldats de son bataillon anti-guérilla).
Fréquemment, les membres de la Wehrmacht ont évité de le porter leur rappelant les atrocités de leur mission, tandis que les hommes de la Waffen-SS l'ont porté avec fierté, affirmant qu'il s'agissait de leur badge et trouvant ce badge symbolique pour leurs contributions à mettre fin à la rébellion dans les pays occupés.
Officialisé le 30 janvier 1944, il a été attribué à effet rétroactif au 1er janvier 1943. Cet insigne a été également décerné à titre posthume.
L'insigne est composé d'un crâne et os croisés surmontés d'une épée, avec cinq têtes d'Hydre de Lerne (dont la queue est considérée frétillant sur la lame), une ancienne créature mythologique grecque décrite comme un serpent d'eau. Le terrifiant Hydre de Lerne a été caractérisé par le fait que même si une tête est coupée, une nouvelle croissance se met à sa place - tout comme l'omniprésence de groupes de partisans. L'épée a une roue solaire swastika (ou croix gammée) et elle est entourée par une couronne de feuilles de chêne.
L'insigne, de dimension 48 × 58 mm, a été fabriqué en zinc et en deux types principaux; solide et semi creux. Des variantes du type semi-creux existent, avec grosse épingle ou mince, le système de fixation différent, et avec ou sans la tête ni la silhouette des serpents.

## Critères d'attributions
L'insigne se présente en bronze, en argent ou en or. Les critères d'attribution de cet insigne ont été un peu différents pour la Luftwaffe, se basant sur le nombre de sorties plutôt que de jours dans l'action.

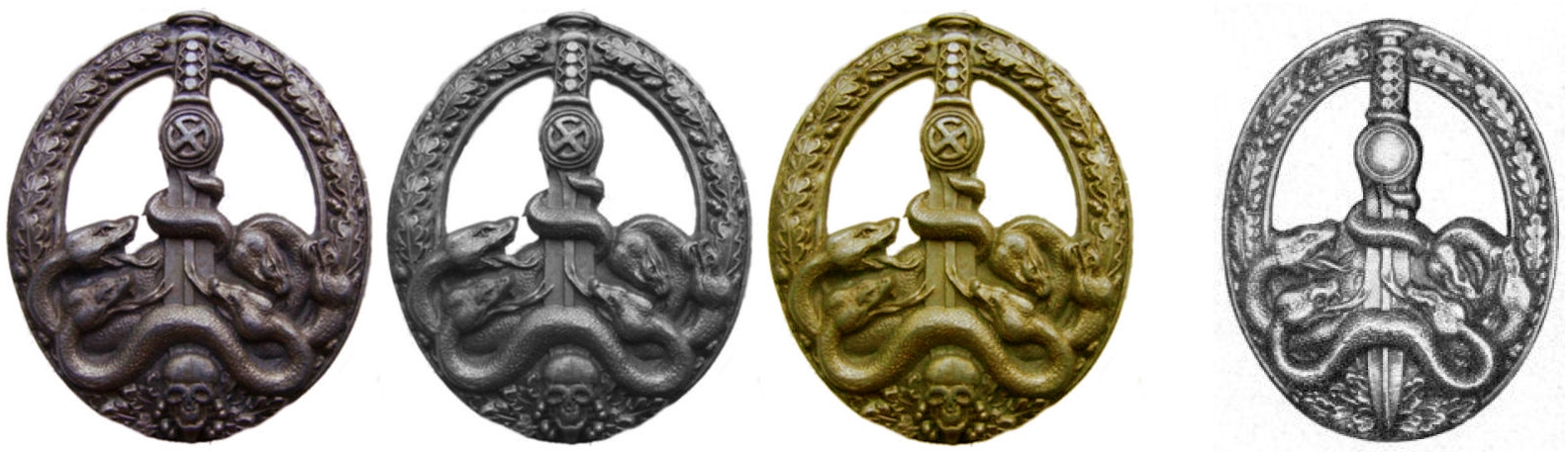
Les 3 insignes de lutte contre les partisans et à droite un modèle après-guerre1957

### Insigne de lutte contre les partisans en bronze
- 20 jours de combats dans une mission anti-partisane effectuées sont nécessaires pour se qualifier ou
- 30 vols effectuées pour la lutte anti-partisane

### Insigne de lutte contre les partisans en argent
- 50 jours de combats dans une mission anti-partisane effectuées sont nécessaires pour se qualifier ou
- 100 vols effectuées pour la lutte anti-partisane

### Insigne de lutte contre les partisans en or
- 100 jours de combats dans une mission anti-partisane effectuées sont nécessaires pour se qualifier ou
- 150 vols effectuées pour la lutte anti-partisane

### Insigne de lutte contre les partisans en or avec diamants
La société Juncker a produit plusieurs Bandenkampfabzeichen en or avec diamants. Celui-ci n'aurait jamais été attribué. On ignore si cela devait être un nouveau grade d'insigne ou censé être un prix spécial.

## Après-guerre
Conformément à la loi sur les titres, ordres et décorations du 26 juillet 1957, le port de l'Insigne de lutte contre les partisans dans la version du Troisième Reich dans la République fédérale d'Allemagne a été autorisé, à condition que la swastika (croix gammée) soit enlevée.

## Compléments

### Crédit
- (en) Cet article est partiellement ou en totalité issu de l’article de Wikipédia en anglais intitulé « Anti-Partisan Guerrilla Warfare Badge » (voir la liste des auteurs).